# Epistolae metricae
Epistolae metricae (in italiano Epistole metriche) è una raccolta di 66 lettere in latino e in esametri composta da Francesco Petrarca tra il 1331 e il 1361.
Egli si ispirò alle Epistole di Orazio, cercando anche di imitarne la chiarezza del linguaggio e la semplicità spontanea. Notevole è il livello artistico (oggi è considerato il più importante lavoro in latino del Petrarca, ben oltre il suo preferito poema dell'Africa) e il valore storico-biografico delle lettere.
Una delle più celebri è quella che racconta un viaggio in Italia di Petrarca, con una nota apostrofe dal Colle del Monginevro; un'altra è indirizzata al cardinale Giovanni Colonna, al quale descrive la sua vita nella Vaucluse; una ancora parla della cerimonia della propria incoronazione quale poeta a Roma.